# Nigidius dawnae
Nigidius dawnae là một loài bọ cánh cứng trong họ Lucanidae. Loài này được Gravely mô tả khoa học năm 1915.